# Catherine Jaouen
Ne doit pas être confondu avec Catherine Mayeur-Jaouen.
Pour les articles homonymes, voir Jaouen.
Catherine Jaouen, née le 5 avril 1962 à Lyon (Rhône), est une avocate et femme politique française, membre du Rassemblement national et députée de 2023 à 2024. 

## Biographie
Membre du Rassemblement national, elle est suppléante de Joris Hébrard, élu dans la 1re circonscription de Vaucluse lors des élections législatives de 2022. En juin 2023, à la suite de la réélection de Joris Hébrard en tant que maire du Pontet (Vaucluse), et conformément aux règles du code électoral sur le cumul des mandats, elle hérite du siège de ce dernier et devient députée.
Candidate à sa succession lors des élections législatives anticipées de 2024, elle est battue au second tour en obtenant 45,02 % des voix face au candidat du Nouveau Front populaire Raphaël Arnault, qui l'emporte avec 54,98 % des voix.